# マンガン鋼
マンガン鋼（英: manganese steel）は、マンガンを主な合金元素として添加した鋼。SMn材ともいう。このうち、炭素鋼にマンガンを12%前後加えた組成を持つ合金鋼を高マンガン鋼と呼ぶ。一方、比較的少量（1～数%）のマンガンを添加したマンガン鋼のことを低マンガン鋼と呼ぶ。高マンガン鋼は耐摩耗性が強く、一方の低マンガン綱は機械的強度が強い。

## 規格
マンガン鋼の規格としては、SMn420・SMn433・SMn438・SMn443の4つが日本産業規格によって定められている。SMn420はそれらの中で最も炭素含有量が低く（0.17％～0.23％）、なおかつ唯一の肌焼鋼である。一方でSMn443は最も強靭鋼であり、炭素含有量は0.40～0.46％に達する。また、SMn433やSMn438などもSMn420ほどではないが比較的強靭鋼である。

## 特徴
高価なクロムやモリブデンをあまり使用しておらず安価、焼入れ性は悪くないが焼き割れを起こしやすい上に焼戻し脆性に敏感である。この問題を多少緩和するためマンガンクロム鋼も開発されている。
クロムをあまり含まないため耐酸化性はあまりよくない。蒸気タービンでは比較的低温低圧だが遠心力の大きく強度の要求される後段ブレードに用いられる。
古代ローマ帝国においても主に現在のオーストリアで｢ノリクム鋼｣として低マンガン鋼が量産されていた。